# Schmidtiacris longdongensis
Schmidtiacris longdongensis är en insektsart som först beskrevs av Zheng, Z. 1984.  Schmidtiacris longdongensis ingår i släktet Schmidtiacris och familjen gräshoppor. Inga underarter finns listade i Catalogue of Life.